# Love Story (singel Taylor Swift)
Love Story – piosenka napisana przez amerykańską piosenkarkę i autorkę tekstów Taylor Swift. Została wydana 15 września 2008 roku przez Big Machine Records jako główny singiel z jej drugiego albumu studyjnego Fearless. Wykonawczynią utworu jest jej autorka, Taylor Swift. Jest to piosenka z gatunku country pop. Melodia składa się z banjo, skrzypiec, mandoliny i gitary.
Taylor zainspirowała się do napisania tego utworu, gdy przechodziła przez trudną sytuację z chłopakiem, którego lubiła, z którym „oficjalnie” się nie spotykała. Zdecydowała się przedstawić historię Romea i Julii w piosence, ponieważ widziała w niej podobieństwo do swojej sytuacji. Teksty mówią o dezaprobacie wobec związku i jej pragnieniu, by udać się z jej chłopakiem gdzieś daleko i uciec przed ludźmi, którzy patrzą na nich z góry.
Z perspektywy czasu krytycy uznali „Love Story” za jeden z najlepszych singli Taylor Swift. W Stanach Zjednoczonych piosenka zajęła 4. miejsce na liście Billboard Hot 100.